# Chapeltown, South Yorkshire
Chapeltown är en ort i Sheffield i Storbritannien. Den ligger i grevskapet South Yorkshire och riksdelen England, i den centrala delen av landet, 230 km norr om huvudstaden London. Chapletown ligger 111 meter över havet och antalet invånare är 22 785.
Terrängen runt Chapletown är platt åt nordost, men åt sydväst är den kuperad. Terrängen runt Chapletown sluttar österut. Runt Chapletown är det mycket tätbefolkat, med 1 221 invånare per kvadratkilometer. Närmaste större samhälle är Sheffield, 9,1 km söder om Chapletown. I omgivningarna runt Chapletown växer i huvudsak blandskog.